# Inga bicoloriflora
Inga bicoloriflora là một loài rau đậu thuộc họ Fabaceae.
Loài này chỉ có ở Brasil.